# Dublin (New Hampshire)
Pour les articles homonymes, voir Dublin (homonymie).
Dublin est une municipalité américaine située dans le comté de Cheshire au New Hampshire. Selon le recensement de 2010, sa population est de 1 597 habitants.

## Géographie
La municipalité s'étend sur 29,17 milles carrés (75,55 km2), dont 1,10 milles carrés (2,85 km2) d'étendues d'eau.

## Histoire
La localité est fondée en 1749 sous le nom de Monadnock Number 3 ou North Monadnock. Ayant une importante population irlandaise, elle prend le nom de Dublin et devient une municipalité en 1771.